# Cuny Daumont
Cuny Daumont est un marchand mercier, éditeur et marchand d'estampes parisien, actif de 1745 environ à sa mort en 1768.
L'identité de l'éditeur et marchand Cuny Daumont a longtemps fait l'objet d'une confusion : le prénom Jean-François lui a été attribué par le Dictionnaire des éditeurs d'estampes à Paris sous l'Ancien Régime. Comme l’a établi Thierry Depaulis dans un article de 2021, son prénom de baptême était Cuny et Jean-François est celui de l'un de ses fils. Néanmoins, l'intéressé utilisait les prénoms de Cuny François ou simplement François au quotidien. 

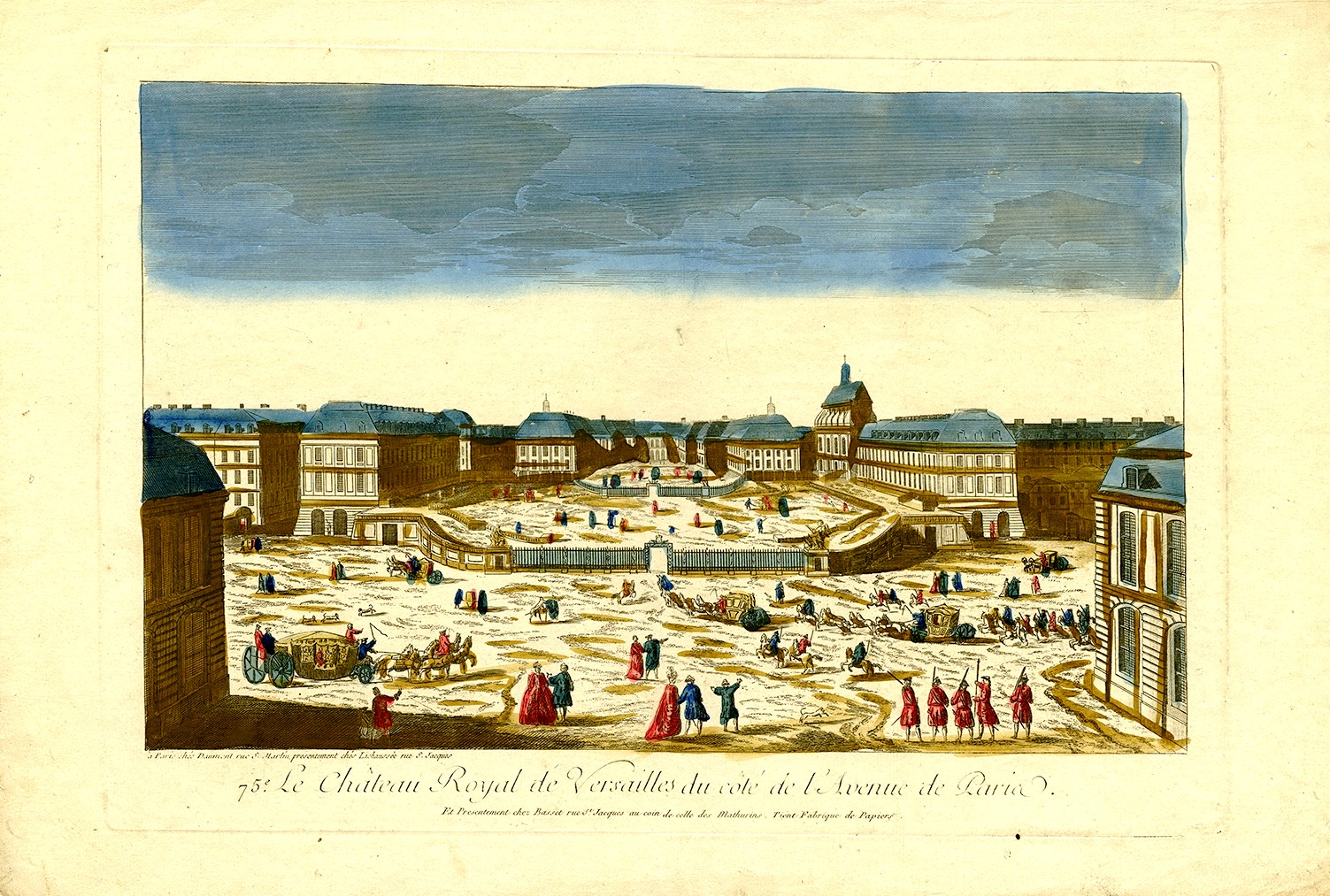
Jean-Francois Daumont, Vue d'optique du Château royal de Versailles côté avenue de Paris, c. 1770.

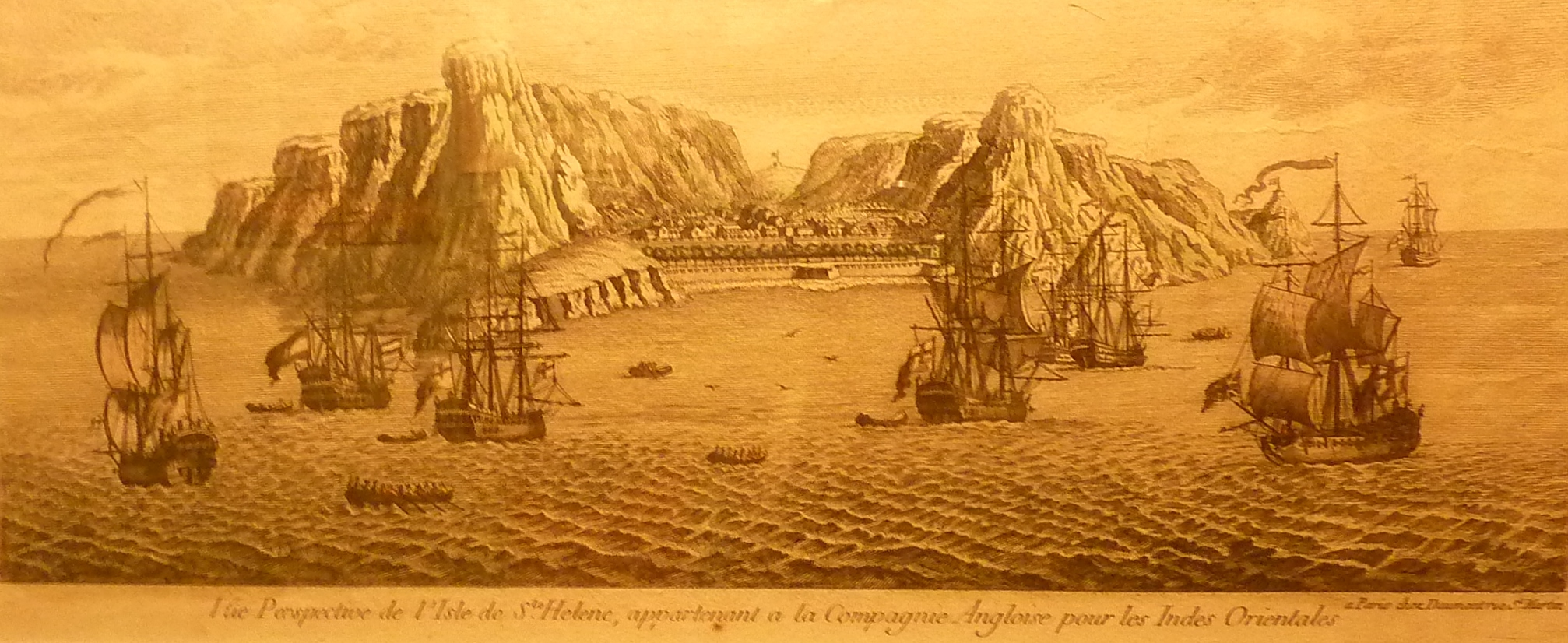
Daumont : Vue de l'île de Sainte-Hélène (estampe, 2e moitié du XVIIIe siècle, Musée de la Compagnie des Indes).

## Biographie
Cuny François Daumont est né à Metz (Trois-Évêchés), le 4 septembre 1717, baptisé le lendemain et prénommé Cuny. Arrivé à Paris vers 1737, il se marie le 12 septembre 1738. Le 7 septembre 1746, Cuny François Daumont est reçu marchand mercier,. Quelques mois plus tard on le retrouve parmi les créanciers de Gilles Fatou, dit Beluche, marchand d’estampes à Tours. Il demeure alors rue de la Ferronnerie.
Daumont publie alors toutes sortes d’estampes, mais principalement des cartes géographiques et quelques images populaires. Il co-édite même quelques partitions musicales, notamment de Jean-Philippe Rameau.
En 1757, il quitte la rue de la Ferronnerie pour s’installer rue Saint-Martin, près Saint-Julien-des-Menestriers, paroisse Saint-Josse, dans une maison qu’il a achetée deux ans plus tôt,.
Il fait commerce d'estampes au moins depuis 1746. On le connaît également comme éditeur de vues d'optique et marchand de papiers peints. 
Cuny François Daumont décède le 18 septembre 1768. Il laisse un patrimoine confortable à ses héritiers, dont l’inventaire est fait du 27 septembre au 9 novembre 1768,.